# قسم كاكان الريفي (مقاطعة بوير احمد)
قسم کاکان الريفي (بالفارسية: دهستان کاکان) هي منطقة ريفية تقع في إيران في قسم. يقدر عدد سكانها بـ 2,281 نسمة .